# Total War: Three Kingdoms
Total War: Three Kingdoms (укр. «Тотальна війна: Три царства») — відеогра, покрокова стратегія з тактикою в реальному часі. Тринадцята частина серії Total War. Гра розроблена студією Creative Assembly, видана компанією Sega для Windows. Реліз відбувся 23 травня 2019 року. На гру діє вікове обмеження 16+. Feral Interactive оголосила про те, що гра вийде на macOS і Linux незабаром після виходу версії для Windows.
Дія гри починається в 190 році нашої ери на території древнього Китаю, фактично за 30 років до початку Епохи Трьох царств, що увійшла в історію як боротьба і протистояння між трьома державами Китаю — Вей, У і Шу, описаних у класичному романі «Трицарство».

## Ігровий процес

Битва

### Основи
Total War: Three Kingdoms — це покрокова стратегія з тактикою в реальному часі. Грати належить за одну з дванадцяти фракцій, яка повинна перемогти інші фракції, об'єднати Китай і поставити на його чолі свого правителя. Кожна фракція має декілька унікальних бойових одиниць, споруди та бонуси й штрафи. Щокроку, який відповідає одному сезону, можна виконати кілька дій, як-от перемістити армію, найняти нові війська чи збудувати нову споруду в місті.
Карта Китаю розділена на області, де є міста й села, що забезпечують фракцію грошима, їжею та ресурсами для торгівлі. Щоб збільшити користь від них, потрібно будувати споруди, наприклад, ферми чи кузні. Забезпечення провіантом важливе для армії, якщо військам не вистачатиме їжі, вони втратять бойовий дух і здоров'я.
У цій грі в армії поряд зі звичайними військами є генерали (максимум три). Вони — потужні бойові одиниці, що мають особливі вміння, залежно від свого класу. Генералів можна найняти в містах або залучити на свій бік після перемоги над ними. В бою один генерал може викликати іншого на дуель, за результатами якої противник або гине, або тікає. Як наслідок переможці отримують бонуси, а переможені — зменшення бойового духу. Крім того генералів можна ставити управителями міст або засилати на ворожу територію як шпигунів.
Лідери фракції володіють зброєю, спорядженням, кіньми та радниками, що впливає на їхні здібності. Воєначальники перебувають між собою в різних стосунках. Так, якщо в бою беруть участь пліч-о-пліч двоє товаришів, то вони отримують бонуси. Генералам властиві особливі схильності, які потрібно задовольняти. Наприклад, якщо деякі генерали не грабуватимуть ворожі міста, це призведе до падіння бойового духу в їхній армії.
Кожні 5 кроків пропонується обрати одну реформу. Кожна фракція має свій набір реформ, що відкривають бонуси чи нові можливості.
У Total War: Three Kingdoms війська та споруди діють за принципами У-сін. Тому, наприклад, лучники й арбалетники (що відповідають стихії води), сильні проти ударної кавалерії (що відповідає стихії вогню).
Ігрова частина гри складається з двох режимів — романтизованого і класичного, один з яких можна вибрати перед початком кампанії.

### Класичний режим
Цей режим реалістичніший і більш акцентований на історичних маневрах військ, де перемогу визначають переважні складові стратегії й тактики.
Оповідна частина класичного режиму — різні події і дилеми — засновані на історичних текстах «Записів про три царства».

### Романтизований режим
Цей режим гри заснований на класичному романі «Трицарство», написаним Ло Гуаньчжуном за літописними записами придворного історика Чень Шоу.
Значною відмінністю від класичного режиму гри буде те, як знакові персонажі поводитимуться на полі бою. Ці персонажі можуть вистояти проти сотень рядових воїнів, борючись як герої роману Ло Гуаньчжуна, застосовуючи прийоми ушу. На полі бою персонажі з'являються у вигляді одиночних юнітів і без охоронців, як це було в класичному режимі.
У розповідній частині романтизованого режиму гри відтворені головні події роману «Трицарство», які можуть і будуть відбуватися в ході кампанії. Однак, як і завжди в пісочниці Total War, гравцеві дана можливість писати свою власну історію, тому те, як події будуть розігруватися в кампанії гравця, багато в чому буде залежати від зробленого вибору.

## Фракції
У грі 12 доступних для гри фракцій, окрім місцевих губернаторів і повстанців жовтих пов'язок:
- Цао Цао — вважається найпростішим для гри. Його головною перевагою є здатність маніпулювати іншими імперіями, щоб вони розпочинали війни одна з одною, стаючи слабкими для його вторгнень. Має вигідну стартову позицію.
- Юань Шао — харизматичний лідер, який може детально спілкуватися зі своїми солдатами. Це дає йому можливість швидко створювати великі альянси та включати військових капітанів та їхню свиту до своїх лав.
- Ма Тенг — володіє великим багатством і владою, що дозволяє його військам автоматично отримувати їжу, навіть коли стоять табором поза поселенням. Це дозволяє ефективно вести експансію та закріплюватися на ворожій території.
- Гунсун Цзянь — досвідчений воєначальник, який не має адміністраторів, натомість дає ці обов'язки своїм генералам. Військова мережа дає йому додаткові 50 % підкріплень, коли його армії розташовані поруч одна з одною. Також володіє важкоброньованою ударною кавалерією та вигідною стартовою позицією.
- Дун Чжо — широко використовує залякування та жорстокі заходи, що зменшує корупцію, яка зазвичай вражає інші фракції до кінця кампанії. Як наслідок, він мусить не давати поблажок, а сусіди мають мотивацію до об'єднання проти нього.

- Лю Бей — учений, який любить оточувати себе вишуканістю та шляхетністю. Його війська швидше набирають досвід, а унікальні будівлі, такі як чайні сади, підвищують його додатково. Це дозволяє швидше вербувати генералів вищого рангу, що компенсує відсутність у нього військових бонусів.
- Лю Бяо — один із найбільш доброзичливих і турботливих лідерів у грі, Лю Бяо має міцні зв'язки зі своїм оточенням. На початку Лю Бяо може набрати лише одну армію і не має власної землі. Він повинен знищити повстанців, щоб отримати визнання, необхідне для отримання власної території та більшої армії. Це робить старт гри за нього важким.
- Сунь Цзянь — отримує бонуси в умовах ризику чи коли перебуває в тилу ворога. Він може вербувати найманців за знижкою, отримувати більші підкріплення під час перебування у ворожих країнах і підвищувати рівень задоволеності своїх вірних послідовників. Він здатний використовувати багаті зв'язки своєї сім'ї, щоб фінансувати кампанії з портів. Починає гру глибоко на ворожій території і повинен пробитися додому, щоб почати будувати власну імперію.
- Юань Шу — одержимий бажанням бути визнаним законним імператором і вимагає значної легітимності від інших лідерів. Якщо він отримує таке визнання від союзників, це сприяє зростанню багатства та престижу. Юань Шу має складну стартову позицію, оскільки йому доводиться боротися з Лю Бяо, Дун Чжо, а пізніше Цао Цао, які виступають проти його претензій на правління.
- Кун Жун — дотепний політик і геніальний торговець, він покладається на економічну та інтелектуальну перевагу. Його стиль гри полягає в отриманні пасивних бонусів, що робить його складним у грі, яка в основному орієнтована на війни.
- Ченг Янь — єдина жінка-воєначальник у грі. Вона покладається на отримання лихої слави та змушує інших шанувати її. Для неї важливо постійно влаштовувати бої та здійснювати набіги на села, щоб підтримувати високий рівень боєздатності армії.
- Чанг Ян — колишній найманець, який став воєначальником, Чжан Янь є майстром засідок і партизанської тактики. Його війська отримують бонус до швидкості в лісистих місцевостях, що зручно для несподіваних атак і відступів. При цьому його війська нечисельні, а починає він в горах Яньмень, де його оточують могутні ворожі воєначальники.

## Розробка

### Витік інформації про реліз гри
Спочатку Creative Assembly планували опублікувати анонс нової гри 11 січня 2018 року, запустивши на своєму офіційному сайті попередній звіт. Проте вже 10 січня 2018 року відеоролик з анонсом і коротким описом Total War: Three Kingdoms був опублікований на німецькому ігровому інформаційному порталі GameStar. У зв'язку з чим, Creative Assembly довелося анонсувати гру також 10 січня 2018 року.

### Історичні консультанти
Історичним консультантом для Total War: Three Kingdoms виступив австралійський синолог — доктор Рейф де Креспін'ї, який є професором Коледжу Азії і Тихоокеанського регіону Австралійського національного університету.

## Доповнення
- Fates Divided — надає можливість почати гру в 200 році, в момент напруги між друзями дитинства — Юань Шао та Цао Цао, та нові війська. Також додає фракцію Лю Яня, людину великих амбіцій і стратегії, що спирається на спадщину своєї родини[9].
- The Furious Wild — розширює карту джунглями навколо Південного Китаю, населеними племенами наньмань, які можуть стати союзниками чи ворогами, та 4 фракції наньмань. У цьому доповненні можна додавати в армію тварин як окремі бойові одиниці. Додалися стартові дати в 190 і 194 році[10].
- Shi Xie — додає фракцію Ши Се, стратегія якого полягає в просуванні свого найближчого оточення на керівні посади по всьому Китаю. Ши Се отримує як винагороду за успіхи скрині, що мають різні ефекти тривалістю 20 кроків[11].
- A World Betrayed — починаючи гру в 194 році, пропонує зіграти за 13 фракцій — нащадків персонажів оригінальної гри після смерті Дуна Чжо, вбитого його сином[12].
- White Tiger Yan — додає фракцію Яня Байху, «Білого тигра Янь», — ватажка бандитів, який нишпорить пагорбами Цзяндун на південному сході Китаю. Він здатний залучити під свій прапор племена шан'юе та місцевих чиновників династії Хань[13].
- Mandate of Heaven — пропонує почати гру в 182 році, коли царство Хань спустошує голод, початок повстання жовтих пов'язок і корупція. Імператор Лю Хун втрачає владу та збирає видатних воєначальників, щоб утримати державу від розпаду. Доповнення надає нові фракції, війська та можливість брати участь у конфлікті з точки зору повстанців. Фракції з оригінальної поступово вступають у протистояння, відповідно до своєї історичної появи[14].
- Reign of Blood — вдосконалює ефекти кровотеч та, вперше в серії, додає розчленування тіл з механіками поранень[15].
- Tao Qian — додана фракція Тао Цяня, який зосереджується на будівництві та наданні притулку тим, хто тікає від війни. Щоразу, коли поселення на карті кампанії завойовується будь-якою фракцією, це створює потік біженців, які сприяють економіці Тао Цяня[16].
- Eight Princes — додає старт гри в 291 році, під час панування династії Цзінь, проти якої повстають 8 князів. Також додано новий клас генералів і війська[17].
- Yellow Turban Rebellion — пропонує грати за повстанців після того, як братів Чжан, лідерів жовтих пов'язок, було вбито, і лишилося лише три значні анклави повстанців[18].

## Оцінки й відгуки
| Агрегатор  | Оцінка |
| ---------- | ------ |
| Metacritic | 85/100 |

| Видання        | Оцінка        |
| -------------- | ------------- |
| Eurogamer      | Рекомендовано |
| Game Informer  | 8.5/10        |
| GameSpot       | 8.0/10        |
| IGN            | 9.3/10        |
| PC Gamer (США) | 78/100        |
| PCGamesN       | 7/10          |
| The Guardian   | [ 26 ]        |

Середня оцінка гри на Metacritic склала 85 балів зі 100.
У Eurogamer писали, що Three Kingdoms мабуть найамбітніша з ігор Total War. У Creative Assembly зрозуміли, що історична точність полягає не в буквальному зображенні «хто, що й коли», а в тому, як різні фактори та людські стосунки переплітаються в спільній оповіді. Зазначалося, що гра перевантажена менеджментом економіки, що створює «відчуття інтелектуального туману, який, ймовірно, покриватиме більшу частину вашої першої кампанії, навіть якщо ви досвідчений гравець». Також у Three Kingdoms надто складний інтерфейс, хоча дипломатична система мабуть найдосконаліша в усій серії Total War. Цікавою деталлю було названо розділення ролей персонажів, військ і споруд за кольорами, що підказує як їх доцільно поєднувати.
GameSpot відгукнулися, що Three Kingdoms уміло перетинає межу історичності та фентезі, «Трицарство» по суті є китайською версією «Іліади». В цій грі багато прихованих механік, «які впливають на все, від вашого найближчого оточення до того, чим певне містечко може торгувати взимку». За кожну фракцію можливі різні стилі гри і вони не закріплені жорстко, як це було в попередніх іграх. Інтерфейс Three Kingdoms — це повернення до набору інтерактивних вікон, які надають найдрібніші деталі та статистичні дані, як це було в старих іграх Total War, але інформацію тепер можна закріплювати та відкидати за бажанням.
Як вказувалося в IGN, «Total War: Three Kingdoms має слугувати прикладом для всіх ігор цього типу в майбутньому. Дизайн кампанії блискучий, сповнений характеру та розповідає зв'язану, історичну історію із захопливими перервами та несподіваними поворотами долі». Однак не всі нові механіки вдалі. Так, існує ціла система міністерств, губернаторств і призначень, мета якої фактично полягає в тому, щоб підлеглі не переходили на бік суперника. При тому Three Kingdoms значно краще оптимізована, ніж попередниці.